# انقلاب زنگبار
انقلاب زنگبار (عربی: ثورة زنجبار Thawrat Zanjibār) در سال ۱۹۶۴ رخ داد و منجر به سرنگونی سلطان زنگبار و دولت عمدتاً عرب او توسط انقلابیون محلی آفریقایی شد. زنگبار یک ایالت با تنوع قومی متشکل از تعدادی جزیره در سواحل شرقی تانگانیکا بود که در سال ۱۹۶۳ از استعمار بریتانیا استقلال یافته بود. در یک سری از انتخابات پارلمانی قبل از استقلال، اقلیت عرب موفق شدند قدرتی را که از موجودیت سابق زنگبار به عنوان یک قلمرو ماورای دریای عمان به ارث برده بود، حفظ کند. حزب عمدتاً آفریقایی، حزب آفرو-شیرازی (ASP) که با وجود کسب ۵۴ درصد آرا در انتخابات ژوئیه ۱۹۶۳، از حضور کم در پارلمان ناامید شده بود، با حزب چند نژادی جناح چپ امت متحد شد و در اوایل صبح روز ۱۲ ژانویه ۱۹۶۴ جان اوکلو، عضو ASP، حدود ۶۰۰ تا ۸۰۰ انقلابی را در جزیره اصلی اونگوجا (جزیره زنگبار) بسیج کرد. شورشیان پس از تسخیر پایگاه نیروی‌های پلیس کشور و تصاحب تسلیحات آنها به سمت شهر زنگبار حرکت کردند و در آنجا سلطان و دولت او را سرنگون کردند که انتقام جویی علیه غیرنظامیان عرب و جنوب آسیایی در این جزیره به دنبال داشت. تعداد تلفات ناشی از آن مورد مناقشه است و تخمین‌ها از چند صد تا ۲۰۰۰۰ نفر است. رهبر میانه‌رو ASP عبید کرومی رئیس‌جمهور و رئیس دولت جدید کشور شد و مناصب قدرت به اعضای حزب امت اعطا شد.
روابط کمونیستی ظاهری دولت جدید مورد توجه دولت‌های غربی قرار گرفت. از آنجایی که زنگبار پیش تر در حوزه نفوذ بریتانیا قرار داشت، دولت بریتانیا تعدادی طرح مداخله‌جویانه را تنظیم کرد. با این حال، دولت کمونیستی هرگز شکل نگرفت و چون شهروندان بریتانیایی و آمریکایی با موفقیت تخلیه شدند، این طرح‌ها عملی نشد. در همین حال، قدرت‌های بلوک کمونیستی آلمان شرقی و اتحاد جماهیر شوروی به همراه جمهوری خلق چین با به رسمیت شناختن کشور و اعزام مشاوران، با دولت جدید روابط دوستانه برقرار کردند. عبید کرومی موفق شد در مورد ادغام زنگبار با تانگانیکا برای تشکیل کشور جدید تانزانیا مذاکره کند، اقدامی که توسط رسانه‌های معاصر به عنوان تلاشی برای جلوگیری از براندازی کمونیستی زنگبار ارزیابی می‌شود. این انقلاب به ۲۰۰ سال تسلط اعراب در زنگبار پایان داد و هر سال در این جزیره با جشن‌های سالگرد و تعطیلات عمومی یاد می‌شود.

## زمینه
مجمع الجزایر زنگبار که اکنون بخشی از جمهوری آفریقای جنوب شرقی تانزانیا است، مجموعه ای از جزایر در اقیانوس هند در سواحل تانگانیکا است. این جزیره شامل جزیره اصلی جنوبی اونگوجا (همچنین به نام زنگبار)، جزیره شمالی کوچکتر جزیره پمبا و جزایر متعدد اطراف است. زنگبار با سابقه طولانی حکومت اعراب که به سال ۱۶۹۸ بازمی‌گردد، یک قلمرو ماوراء دریای عمان بود تا اینکه در سال ۱۸۵۸ تحت سلطنت خود به استقلال دست یافت. در سال ۱۸۹۰ در زمان سلطنت علی بن سعید، زنگبار تحت الحمایه بریتانیا قرار گرفت، و اگرچه هرگز به‌طور رسمی تحت حکومت مستقیم نبود، بخشی از امپراتوری بریتانیا به حساب نمی‌آمد.